# Chrysler ME Four-Twelve
Chrysler ME Four-Twelve – prototyp supersamochodu przedstawiony przez firmę Chrysler w 2004 roku. Opracowany jako 2-drzwiowe coupé. Do napędu użyto silnika V12 o pojemności sześciu litrów wspomaganego przez cztery turbosprężarki. Moc przenoszona była na oś tylną poprzez 7-biegową sekwencyjną skrzynię biegów.

## Dane techniczne

### Silnik
- V12 6,0 l (5980 cm³), 3 zawory na cylinder, SOHC
- Układ zasilania: wtrysk SMPFi
- Średnica × skok tłoka: 82,60 mm × 93,00 mm
- Stopień sprężania: 9,0:1
- Moc maksymalna: 850 KM (624,9 kW) przy 5750 obr./min
- Maksymalny moment obrotowy: 850 N•m przy 2500 - 4500 obr./min

### Osiągi
- Przyspieszenie 0-100 km/h: 2,9 s
- Prędkość maksymalna: 400 km/h